# 若泽·卡洛斯·马塞多
若泽·卡洛斯·马塞多（葡萄牙語：José Carlos Macedo，1972年6月30日—），葡萄牙男子硬地滚球运动员。他曾代表葡萄牙参加1996年、2000年、2004年、2012年、2016年和2020年夏季残疾人奥林匹克运动会硬地滚球比赛，获得三枚金牌、一枚银牌和一枚铜牌。